# František Antonín Kinský
František Antonín hrabě Kinský z Vchynic a Tetova (většinou uváděn jen jako Antonín, německy Franz Anton Graf Kinsky von Wchinitz und Tettau; 25. května 1779 Chlumec nad Cidlinou – 31. ledna 1864 Vídeň) byl český šlechtic z rodu Kinských a rakouský generál. V rakouské armádě sloužil od roku 1795, zúčastnil se válek proti republikánské Francii a napoleonských válek, později zastával velitelské posty na různých místech Habsburské monarchie. Svou kariéru završil jako zemský velitel na Moravě (1840–1846), v roce 1846 byl penzionován v hodnosti polního zbrojmistra.

## Životopis

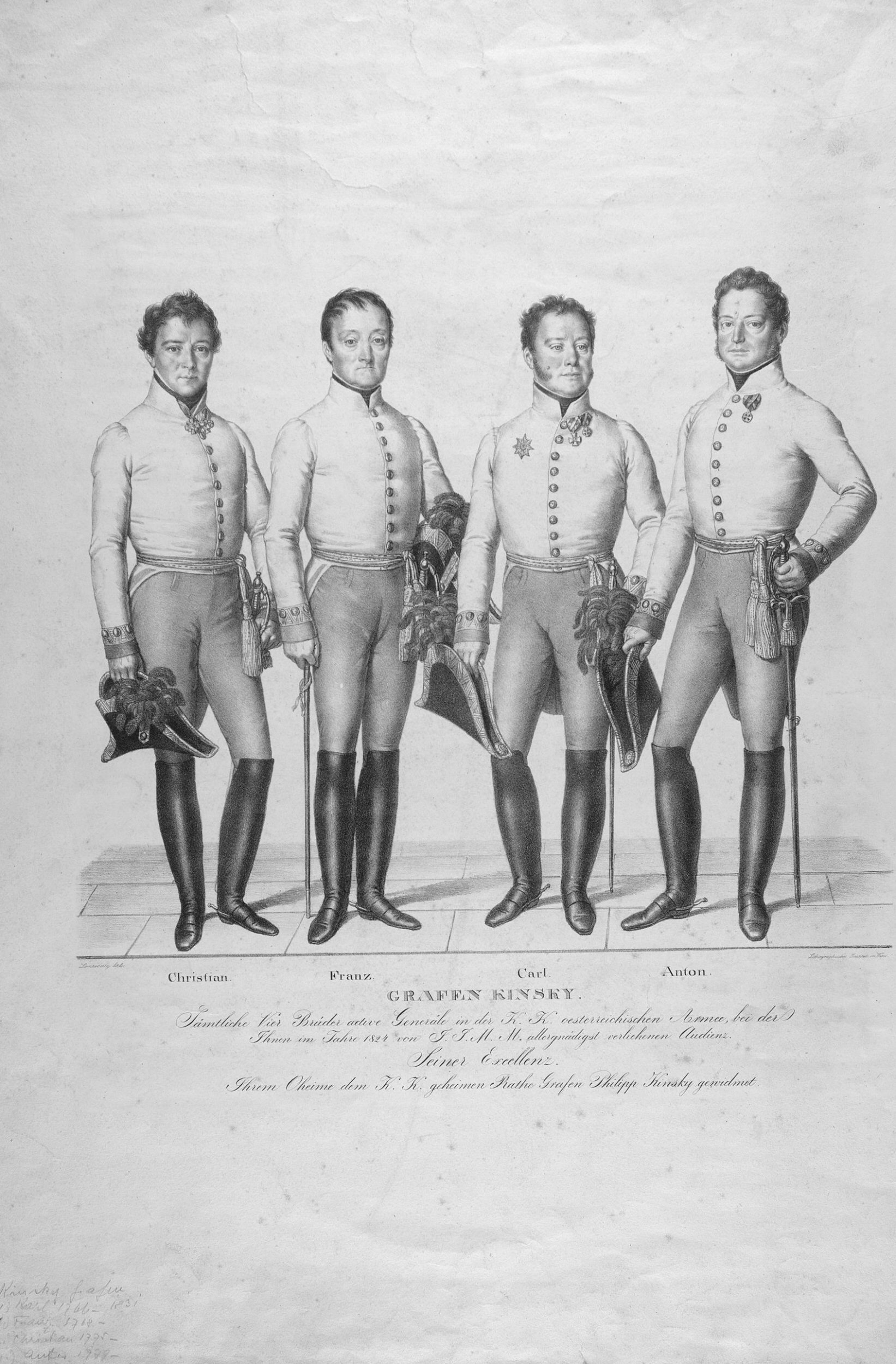
Generálové bratři Kinští (zleva Kristián, František Josef, Karel a František Antonín (litografie, 1820)

Pocházel ze starého šlechtického rodu Kinských, patřil k chlumecké hraběcí větvi. Narodil se na zámku Karlova Koruna jako nejmladší syn hraběte Františka Ferdinanda Kinského (1738–1806) a jeho manželky Marie Kristiny, rozené princezny Lichtenštejnové (1741–1819). Studoval na Tereziánské vojenské akademii ve Vídeňském Novém Městě a do armády vstoupil v roce 1795 jako podporučík. Bojoval ve francouzských revolučních válkách, poté se zúčastnil tažení proti Napoleonovi v letech 1805 a 1809. Po napoleonských válkách byl v hodnosti plukovníka velitelem štábu 58. pěšího pluku v Pešti.
V roce 1820 dosáhl hodnosti generálmajora a stal se velitelem pevnosti Salzburg, kde později získal také čestné občanství. V roce 1831 byl povýšen do hodnosti polního podmaršála a převzal velení divize v Prešpurku, poté byl divizním velitelem v Praze a v Brně. V letech 1840–1846 zastával funkci zemského velitele pro Moravu a Slezsko se sídlem v Brně. Jako zástupce velitele mu byl přidělen pozdější vrchní velitel armády arcivévoda Albrecht. V roce 1846 byl penzionován v hodnosti polního zbrojmistra.
Již v mládí byl jmenován c. k. komořím a od roku 1827 byl čestným majitelem pěšího pluku č. 47. Jako zemský velitel na Moravě obdržel v roce 1840 titul c. k. tajného rady s nárokem na oslovení Excelence. Během napoleonských válek získal rytířský kříž Leopoldova řádu s válečnou dekorací.

## Rodina
Až v pozdním věku se v roce 1851 v Prešpurku oženil s Marií Friderikou Utschovou von Lanzenstreit (1815–1891), manželství zůstalo bezdětné.
Antonín Kinský pocházel z početné rodiny, byl nejmladším ze třinácti sourozenců, z nichž několik zemřelo v dětství. Nejstarší bratr Leopold (1764–1831) byl dědicem rodového fideikomisu Chlumec nad Cidlinou. Další bratři Karel (1766–1831), František Josef (1768–1843) a Kristián (1776–1835) sloužili v armádě a všichni dosáhli generálských hodností.